# Romualdo González Fragoso
Romualdo González Fragoso (Sevilha, 18 de Maio de 1862 — Madrid, 3 de Junho de 1928) foi um médico, botânico e micologista  espanhol.